# Zespół rolników indywidualnych
Zespół rolników indywidualnych – grupa rolników podejmujących wspólne gospodarowanie w celu zwiększenia skali produkcji, obniżenia kosztów działalności gospodarczej, uzyskania dostępu do preferencyjnych kredytów i zbiorowego działania na rynku rolnym.

## Powstanie zespołów rolników indywidualnych
Uchwała Rady Ministrów z 1974 r. powołano zespoły rolników indywidualnych. 
Za zespół rolników indywidualnych uznawano grupę co najmniej trzech rolników indywidualnych, którzy odpowiadali następującym warunkom:
- byli posiadaczami odrębnych gospodarstw lub nieruchomości rolnych,
- zamieszkiwali w danej lub sąsiedniej miejscowości,
- zawarli między sobą umowę o utworzeniu zespołu,
- zarejestrowali działalność w urzędzie gminy,
- osobiście pracowali w zespole,
- podejmowali wspólną działalność w zakresie produkcji rolniczej,
- dokonywali zbytu towarów do jednostek gospodarki uspołecznionej.

Zespoły uzyskały dostęp do kredytów bankowych, które przeznaczano na nakłady związane z produkcją rolniczą. Kredyty były częściowo umarzane w sytuacji, gdy członkowie zespołu budowali lub modernizowały obiekty gospodarcze, wprowadzali postęp techniczny lub podejmowali specjalizację produkcji rolniczej.

## Rodzaje zespołów rolników indywidualnych
Według zarządzenia Ministrów Rolnictwa i Finansów z 1974 r. zespoły mogły prowadzić działalność w zakresie produkcji rolniczej, w tym:
- produkcji roślinnej,
- zblokowanych upraw i plantacji trwałych,
- gospodarki łąkowo-pastwiskowej,
- produkcji zwierzęcej,
- wspólnego nabycia i użytkowania maszyn rolniczych,
- wspólnego organizowania i świadczenia w rolnictwie usług remontowo- budowlanych.

Zespołowi udzielane były na preferencyjnych warunkach kredyty obrotowe i inwestycyjne. Preferencje polegały na niskim oprocentowaniu, karencji w spłacie kredytów i wydłużonych terminów płatności. Umorzenie kredytów w wysokości 40% kosztów przysługiwało zespołowi w przypadku poniesionych nakładów na wspólne budownictwo inwentarskie. Umorzenie w wysokości 50% kosztów przysługiwało w przypadku wspólnych inwestycji typu: zaopatrzenie wsi w wodę, budowę deszczowni, instalacji suszarni lub na reelektryfikację obiektów gospodarskich.

## Zespoły w świetle uchwały Rady Ministrów w 1976 r.
Uchwałą Rada Ministrów z 1976 r. nową uchwałę w sprawie zespołów rolników indywidualnych. W uchwale poszerzono formułę funkcjonowania o działania związane z gospodarstwami specjalistycznymi i podejmowania kooperacji międzysektorowej. Za specjalistyczne gospodarstwo rolne uważano gospodarstwo, które uzyskiwało produkcję towarową z jednego kierunku produkcji rolnej w określonych rozmiarach. Warunkiem było, aby na podstawie umów wieloletnich wytworzone produkty zbywano jednostkom gospodarki uspołecznionej. Z kolei kooperacja oznaczała współpracę między jednostkami gospodarki uspołecznionej (PGR, RSP) a indywidualnymi gospodarstwami rolnymi. Współpraca dotyczyła rozwoju produkcji rolniczej, podejmowanie wspólnych inwestycji i świadczenie usług agrotechnicznych.
Zarządzeniem Ministrów Rolnictwa I Finansów z 1976 r. rozszerzono kierunki działalności zespołów o ogrodnictwo, pszczelarstwo i rybactwo oraz doprecyzowano, jakie gospodarstwo rolne można uznać za specjalistyczne. Nowym kryterium było posiadanie planu przekształcania produkcji wielokierunkowej w kierunku produkcji specjalistycznej. Warunkiem dodatkowym było zawarcie wieloletnich umów na dostarczanie produktów rolnych. Korzyści – jednostki kooperujące między rolnictwem uspołecznionym a rolnictwem indywidualnym otrzymywali dopłaty do kosztów świadczących usług.

## Nowelizacja uchwały Rady Ministrów w 1978 r.
Uchwałą Rada Ministrów z 1978 r. przyjęto nowelizację w celu zapewnienia warunków dalszego wzrostu produkcji rolniczej. W uchwale położono nacisk na specjalizację, w ramach której gospodarstwa otrzymywali kartę gospodarstwa specjalistycznego. Karta dawała preferencje w dostępie do kredytów i przy zakupie środków produkcji. Wskazano, że gospodarstwa powinny w większym zakresie korzystać z pomocy instruktażowo-doradczej wojewódzkich ośrodków postępu rolniczego. Zarządzeniem Ministra Finansów z 1979 r. ustalono, że kredyty inwestycyjne mogą być udzielane przez banki spółdzielcze do wysokości umożliwiające realizację inwestycji. Karencja w spłacie kredytów inwestycyjnych wynosiła cztery lata na budowę obór i obiektów paszowych, dwa lata na budowę innych obiektów inwentarskich, siedem lat na zakładanie sadów, sześć lat na powiększenie gospodarstwa i pięć lat na założenie stawów rybnych.

## Przemiana zespołów rolników indywidualnych w grupy producentów rolnych
W 2000 r. ukazała się ustawa o grupach producentów rolnych, która oznaczała zakończenie funkcjonowania zespołów rolników indywidualnych. W ramach gospodarki rynkowej grupy producentów rolnych prowadziły działalność gospodarczą jako przedsiębiorcy posiadający osobowość prawną. Grupy producentów rolnych prowadziły działalność w oparciu o formę prawną spółki z ograniczoną odpowiedzialnością lub jako spółdzielnie, zrzeszenia lub stowarzyszenia.